# Nohain (Fluss)
Der Nohain ist ein Fluss in Frankreich, der im Département Nièvre in der Region Bourgogne-Franche-Comté verläuft. Er entspringt im Gemeindegebiet von Entrains-sur-Nohain, entwässert den größeren Teil seines Laufes nach Südwest, dreht dann auf Nordwest und mündet nach rund 47 Kilometern im Stadtgebiet von Cosne-Cours-sur-Loire als rechter Nebenfluss in die Loire.

## Orte am Fluss
- Entrains-sur-Nohain
- Couloutre
- Donzy
- Suilly-la-Tour
- Saint-Martin-sur-Nohain
- Cosne-Cours-sur-Loire